# Европско првенство у атлетици у дворани 2021 — штафета 4 × 400 метара за жене
Трка штафета на 4 х 400 м у женској конкуренцији на 36. Европском првенству у дворани 2021. у Торуњу одржано је 7. марта у Арена Торуњ.
Титулу освојену у Глазгову 2019. бранила је штафета Пољске.

## Земље учеснице
Учествовало је 24 такмичарке из 6 земаља.
| 1. Италија (4) 2. Немачка (4) 3. Пољска (4) | 1. Уједињено Краљевство (4) 2. Украјина (4) 3. Холандија (4) |

## Рекорди
| Рекорди пре почетка Европског првенства 2021.  | Рекорди пре почетка Европског првенства 2021.                                        | Рекорди пре почетка Европског првенства 2021. | Рекорди пре почетка Европског првенства 2021. | Рекорди пре почетка Европског првенства 2021. |
| ---------------------------------------------- | ------------------------------------------------------------------------------------ | --------------------------------------------- | --------------------------------------------- | --------------------------------------------- |
| Светски рекорд                                 | Русија · (Јулија Гушчина, Олга Котљарова, Олга Зајцева, Олесија Красномовец)         | 3:23,37                                       | Глазгов, Уједињено Краљевство                 | 28. јануар 2006.                              |
| Европски рекорд                                | Русија · (Јулија Гушчина, Олга Котљарова, Олга Зајцева, Олесија Красномовец)         | 3:23,37                                       | Глазгов, Уједињено Краљевство                 | 28. јануар 2006.                              |
| Рекорди европских првенстава                   | Уједињено Краљевство · (Ејли Чајлд, Шана Кокс, Кристин Охуруогу, Пери Шејкс Дрејтон) | 3:27,56                                       | Гетеборг, Шведска                             | 3. март 2013.                                 |
| Најбољи светски резултат сезоне у дворани      | Универзитет Тексас (Jania Martin, Charokee Young, Syaira Richardson, Athing Mu)      | 3:26,27                                       | Фејетвил, САД                                 | 13. фебруар 2021.                             |
| Најбољи европски резултат сезоне у дворани     | Белорусија · Grodno−Minsk−Brest                                                      | 3:34,34                                       | Могиљов, Белорусија                           | 3. фебруар 2021.                              |
| Рекорди остварени на Европском првенству 2021. |                                                                                      |                                               |                                               |                                               |
| Рекорди европских првенстава                   | Холандија · (Лике Клавер, Марит Дофејде, Лисане де Вите, Фемке Бол)                  | 3:27,15                                       | Торуњ, Пољска                                 | 7. март 2021.                                 |
| Најбољи европски резултат сезоне у дворани     | Холандија · (Лике Клавер, Марит Дофејде, Лисане де Вите, Фемке Бол)                  | 3:27,15                                       | Торуњ, Пољска                                 | 7. март 2021.                                 |

## Сатница
| Датум   | Време |        |
| ------- | ----- | ------ |
| 7. март | 19:10 | Финале |

## Квалификациона норма
| дворана или отворено |
| -------------------- |
| нема норму           |

## Освајачи медаља
|                                                                         |                                                                                | |
| Холандија · Лике Клавер, · Марит Дофејде, · Лисане де Вите, · Фемке Бол | Уједињено Краљевство · Зои Кларк, · Џоди Вилијамс, · Амарачи Пипи, · Џеси Најт | Пољска · Наталија Качмарек, · Малгожата Холуб-Ковалик, · Корнелија Лесјевич, · Александра Гаворска |

## Резултати

### Финале
Такмичење је одржано 7. марта у 20:40.,
| Пласман | Земља                | Атлетичарке                                                                         | НР      | Резултат | Белешка  |
| ------- | -------------------- | ----------------------------------------------------------------------------------- | ------- | -------- | -------- |
|         | Холандија            | Лике Клавер,Марит Дофејде, Лисане де Вите, Фемке Бол                                | 3:54,93 | 3:27,15  | РЕП, ЕРС |
|         | Уједињено Краљевство | Зои Кларк, Џоди Вилијамс, Амарачи Пипи, Џеси Најт                                   | 3:27,56 | 3:28,20  |          |
|         | Пољска               | Наталија Качмарек, Малгожата Холуб-Ковалик, Корнелија Лесјевич, Александра Гаворска | 3:26,09 | 3:29,94  |          |
| 4.      | Италија              | Ребека Борга, Аличе Манђоне, Елеонора Маркјандо, Елојза Којро                       | 3:31,55 | 3:30,32  | НР       |
| 5.      | Украјина             | Викторија Ткачук, Анастасија Бризгина, Катерина Климјук, Хана Рижикова              | 3:30,46 | 3:30,38  | НР       |
| 6.      | Немачка              | Корина Шваб, Лаура Милер, Бренда Катарија-Бил, Рут Софија Спелмајер-Преус           | 3:27,22 | 3:31,47  |          |